# Lijst van voetbalinterlands Australië - Jamaica
Deze lijst van voetbalinterlands is een overzicht van alle officiële voetbalwedstrijden tussen de nationale teams van Australië en Jamaica. De landen speelden tot op heden twee keer tegen elkaar. De eerste ontmoeting, een vriendschappelijke wedstrijd, werd gespeeld in Reading (Verenigd Koninkrijk) op 7 september 2003. Het laatste duel, eveneens een vriendschappelijke wedstrijd, vond plaats in Londen (Verenigd Koninkrijk) op 9 oktober 2005.

## Wedstrijden
| № | Plaats  | Datum            | Competitie        | Wedstrijd           | Uitslag |
| - | ------- | ---------------- | ----------------- | ------------------- | ------- |
| 1 | Reading | 7 september 2003 | Vriendschappelijk | Australië – Jamaica | 2 – 1   |
| 2 | Londen  | 9 oktober 2005   | Vriendschappelijk | Australië – Jamaica | 5 – 0   |

## Samenvatting
| Competitie        | Totaal gespeeld | Winst Australië | Gelijk | Winst Jamaica | Doelsaldo Australië – Jamaica |
| ----------------- | --------------- | --------------- | ------ | ------------- | ----------------------------- |
| Vriendschappelijk | 2               | 2               | 0      | 0             | 7 − 1                         |
| Totaal            | 2               | 2               | 0      | 0             | 7 − 1                         |

Wedstrijden bepaald door strafschoppen worden, in lijn met de FIFA, als een gelijkspel gerekend.